# 윤후명
윤후명(尹厚明, 1946년 1월 17일 ~ 2025년 5월 8일)은 대한민국의 시인, 소설가이다.
본명은 윤상규(尹尙奎)로 연세대학교 철학과를 졸업했다. 대학 재학 중 《경향신문》 신춘문예에 시 〈빙하의 새〉가 당선되어 등단하였다. 등단 10년 만인 1977년 시집 《명궁(名弓)》을 출간하였으며, 1979년에는 《한국일보》 신춘문예에 소설 〈산역(山役)〉이 당선되었다. 단·중편소설로 〈돈황의 사랑〉, 〈섬〉, 〈부활하는 새〉, 〈원숭이는 없다〉, 장편소설로 《별까지 우리가》 등이 있다.
제3회 녹원문학상, 소설문학작품상, 이상문학상, 한국일보문학상 등을 수상했다.